# 今日もごきげん!こんにちワイド
今日もごきげん！こんにちワイド（きょうもごきげんこんにちワイド）は、栃木放送で2008年9月まで放送していた平日午前の情報生ワイド番組。
1999年3月からとちぎテレビに出向していた高橋晴夫アナウンサーが、CRTに復帰するにあたり用意された番組である。
番組開始当初は10:00～15:00の5時間枠であったが、パーソナリティ・アシスタントの入れ替えと共に放送枠も短縮されていき、終了時点では9:00～12:00（2007年3月までは～13:00）の放送だった。

## 出演者
月曜～木曜
- 高橋晴夫
- アシスタント
  - 月曜・火曜／松井里恵
  - 水曜・木曜／横山広子
- リポーター
  - 火曜・木曜／田中里実

金曜日
- 高瀬美子
- 嶋均三